# Молния кунг-фу
«Молния кунг-фу» (англ. Lightning Kung Fu) или «Констебль-убийца» (англ. Killer Constable, кит. трад. 萬人斬, упр. 万人斩, палл. Вань жэнь чжань, буквально: «Главорез десяти тысяч человек») — гонконгский фильм 1980 года режиссёра Куай Чихуна, снятый по сценарию Ситхоу Оня, с Чэнь Гуаньтаем в главной роли. Ремейк фильма «Неукротимый кулак» (1969) режиссёра Чжан Чэ. До этой кинокартины Чэнь уже успел поработать с Куаем в нескольких фильмах, таких как «Чайная „Чэнцзи“» (1974) и «Старший брат Чэн» (1975).

## Сюжет
Великая императрица цинского Китая Цыси отдаёт приказ начальнику службы безопасности Лю Цзинтяню схватить пятерых воров, укравших золотые слитки на два миллиона лянов из императорской казны. Цзинтянь, в свою очередь, просит главного дворцового констебля Лэн Тяньина по прозвищу констебль-убийца собрать небольшую группу своих лучших людей для поиска и захвата пятерых преступников, живыми или мёртвыми, и возвращения украденных слитков в течение десяти дней. Тяньин берёт дело в свои руки, но вскоре сталкивается с тем, что его собственный брат Цуньи, также офицер службы безопасности, отказывается присоединиться к его отряду, поскольку ему надоело безжалостное отношение и казни при исполнении своих служебных обязанностей со стороны Тяньина.
Первая зацепка к поимке воров приводит констеблей к водяной мельнице. Там Тяньин пытает и в конечном счёте убивает мельника на глазах у его семьи, но получает обратно лишь небольшую часть украденного. Продолжая поиски, констебль-убийца и его отряд ночью попадают в засаду двух бандитов в заброшенном храме. Один из отряда, констебль Пэн Лай, отлучившийся, чтобы накормить голодающих жителей деревни, попадает в засаду, и его закалывают. На долю Тяньина выпадает казнить своего товарища и положить конец его страданиям. Затем он идёт по следам двух бандитов до побережья, где его отряд вновь оказывается в засаде. Вскоре после этого они натыкаются на высококлассного наёмника, после схватки с которым констебль-убийца получает травму, теряет товарища Ма Чжуна, но в конечном итоге справляется с противником.
Позже на констеблей нападает неизвестная группа вооружённых людей, которые, похоже, не имеют отношения к грабителям. Императорским воинам приходит подмога после неожиданного появления брата Тяньина, который в дальнейшем, тем не менее, погибает. Лэн Тяньин, раненый и обессиленный, находит убежище в доме главаря бандитов Фан Фэнцзя, сам того не подозревая. Констебля встречает слепая дочь преступника, впоследствии залечивающая раны гостя. Позже, когда её отец возвращается домой, двое мужчин вынуждены скрыть свой конфликт и притвориться друзьями.
Покинув дом, Тяньин ранит Фэнцзя, и оба оказываются в ловушке своих таинственных преследователей. Бандит, умирающий от ран, нанесённых Тяньином, пытается пожертвовать своей жизнью ради того, чтобы констебль смог сбежать. Но делает это при условии, что Тяньин позаботится о его слепой дочери. Перед смертью лидер банды сообщает, что именно Лю Цзинтянь послал за ними своих людей и, это он организовал кражу золота, чтобы скрыть своё собственное хищение. По словам Фэнцзя, начальник службы безопасности специально выбрал Тяньина для этого задания, зная, что он не знает пощады, и, таким образом, улики будут уничтожены. Убитый горем и преданный Лэн Тяньин ищет мести, добирается и убивает Лю Цзинтяня, но погибает в одной из его ловушек.

## В ролях
| Актёр         | Роль                                      |
| ------------- | ----------------------------------------- |
| Чэнь Гуаньтай | Лэн Тяньин                                |
| Ку Фэн        | Фан Фэнцзя                                |
| Джейсон Бай   | Фань Цзиньпэн                             |
| Яу Чхёйлин    | Сяолань                                   |
| Дик Вэй       | Сунь Хэн                                  |
| Нгай Фэй      | Пэн Лай                                   |
| Цзян Дао      | Чжао Цзянь                                |
| Ким Са Ок     | Цуй Хэнь                                  |
| Кам Пиу       | Ма Чжун                                   |
| Юнь Ва        | охранник Лю Ба Цзя                        |
| Квон Ён Мун   | Чжан Лун                                  |
| Уолтер Чхоу   | начальник службы безопасности Лю Цзинтянь |
| Тереза Ха     | жена А Ню                                 |
| Лён Сёнвань   | А Ню                                      |

## Съёмочная группа
- Компания: Shaw Brothers
- Продюсер: Шао Жэньлэн
- Режиссёр: Куай Чихун
- Сценарист: Ситхоу Онь[кит.]
- Ассистент режиссёра: Пхан Ваньчун
- Постановка боевых сцен: Вон Пхуйкэй, Лу Цунь
- Монтаж: Цзян Синлун, Генри Чён
- Грим: У Сюйцин
- Оператор: Лэй Саньип
- Художник: Джонсон Цао
- Композитор: Эдди Ван

## Прокат
Премьера в гонконгском кинопрокате состоялась 28 марта 1980 года. В результате семидневных показов, завершившихся 3 апреля, кассовые сборы киноленты составили 984 108,5 гонконгских долларов.

## Признание
«Констебль-убийца» был включён в список «двухсот лучших кинофильмов на китайском языке» (кит. 經典200-最佳華語電影二百部) по версии Общества кинокритиков Гонконга.